# Kukuljanovo
Kukuljanovo (olaszul:  Cuccuglianovo) falu Horvátországban, Tengermellék-Hegyvidék megyében. Közigazgatásilag Bakarhoz tartozik.

## Fekvése
Fiume központjától 7 km-re keletre, községközpontjától 2 km-re északnyugatra a Tengermelléken Fiume, Bakar és Čavle községek hármashatára közelében fekszik.

## Története
Kukuljanovo első írásos említése a 17. század végén a bakari uradalom okiratában történt "Villa Kukuglianovo" néven, amikor már kamarai birtok volt. Nevét egykori birtokosáról a Kukuljan családról kapta.
A bakari plébániához tartozott. Első templomát 1727 július 8-án szentelte fel Nikola Pokmajević modrus-zenggi püspök. 1790-ben előbb önálló káplánt kapott, majd 1807-ben megalapították plébániáját. Az egyházi vizitáció szerint a templom a 19. század második felére már veszélyes állapota miatt alapos javításokra szorult. 1874-ben tornyába villám csapott, különösen a tető és a templombelső volt rossz állapotban. Végül 1896-ban lebontását határozták el és a következő évben felépült az új plébániatemplom.
A településnek 1857-ben 1002, 1910-ben 733 lakosa volt. 1920 előtt Modrus-Fiume vármegye Sušaki járásához tartozott. 1996-ban itt, mintegy 500 hektáron hozták létre a kukuljanovói szabad ipari övezetet, melyből ma 160 hektár van beépítve. Az övezet kivételesen kedvező helyen épült, a Zágráb-Fiume és a Fiume-Split autópályák, valamint a tervezett Fiume-Trieszt autópálya közvetlen közelében. A repülőtér is mindössze 10 kilométerre található. Az ipari zóna területén árutermelés és feldolgozás, nagykereskedelem és közvetítés, banki szolgáltatások és egyéb pénzügyi tranzakciók, valamint biztosítói tevékenység. 2011-ben a falunak 904 lakosa volt.

## Lakosság
| Lakosság változása | Lakosság változása | Lakosság változása | Lakosság változása | Lakosság változása | Lakosság változása | Lakosság változása | Lakosság változása | Lakosság változása | Lakosság változása | Lakosság változása | Lakosság változása | Lakosság változása | Lakosság változása | Lakosság változása | Lakosság változása |
| ------------------ | ------------------ | ------------------ | ------------------ | ------------------ | ------------------ | ------------------ | ------------------ | ------------------ | ------------------ | ------------------ | ------------------ | ------------------ | ------------------ | ------------------ | ------------------ |
| 1857               | 1869               | 1880               | 1890               | 1900               | 1910               | 1921               | 1931               | 1948               | 1953               | 1961               | 1971               | 1981               | 1991               | 2001               | 2011               |
| 1002               | 777                | 787                | 742                | 726                | 733                | 699                | 633                | 544                | 523                | 595                | 618                | 716                | 775                | 811                | 904                |

## Nevezetességei
Assisi Szent Ferenc tiszteletére szentelt temploma 1897-ben a régi templom helyén épült.